# Баландино (Башкортостан)
Баландино — деревня в Кипчак-Аскаровском сельсовете Альшеевского района Республики Башкортостан (Россия). Образована 24 декабря 2016 года.

## География
Расположена вдоль правого берега реки Елга в 20 километрах от районного центра села Раевский и железнодорожной станции Раевка.
Ближайшие населённые пункты: Отрада — 2 км, Кипчак-Аскарово — 4 км, Сарышево — 7 км, Новый Кипчак — 7 км, Михайловка — 7 км, Абдрашитово — 8 км.

## История
Впервые упоминается в «Алфавите волостей и селений Уфимской губернии на 1901 год» как село Альшеевской волости Белебеевского уезда Уфимской губернии, в нём насчитывалось 24 двора, 100 человек мужского пола, приобретенной в собственность земли: 1258 гектаров. В «Полном алфавитном списке всех населённых мест Уфимской губернии на 1906 год» в селе уже насчитывалось 23 двора и 178 жителей. По итогам Всероссийской сельскохозяйственной и поземельной переписи 1917 года в Баландине насчитывалось 39 дворов, 328 жителей с наемными рабочими.
В 1911 году в селе построена церковь, после революции перестроенная в школу и сельский клуб. В 1930-е годы село Баландино было переименовано в деревню Чапа́ево, она входила в состав Отрадовского сельсовета Давлекановского района. С 1940-х годов деревня была центральной усадьбой колхоза имени Н. К. Крупской, с 1960-х годов — Отрадовское отделение Раевского зерносовхоза.
В начале 1960-х началось укрупнение соседнего села Отрада за счет переселения жителей из близлежащих деревень. Из Чапаева была перевезена и построена в селе Отрада школа. Население начало постепенно покидать деревню.
Деревня Чапаево исключена из учетных данных указом Президиума Верховного Совета Башкирской АССР от 12.12.1986 г. № 6-2/396 «Об исключении из учетных данных некоторых населённых пунктов»).
Вновь образована 24 декабря 2016 года под названием Баландино.

## Население[1]
| Год       | 1906 | 1917 | 1979 | 1986 | 2016 |
| --------- | ---- | ---- | ---- | ---- | ---- |
| Население | 178  | 328  | 33   | 16   | 9    |

## Инфраструктура
Населённый пункт электрифицирован, рядом проходит автодорога Отрада — Кипчак-Аскарово, которая соединяется с региональной автодорогой Стерлитамак — Раевский.